# Hastelloy
Hastelloy is een legering van kobalt, chroom, nikkel en molybdeen.
Hastelloy is een stelliet en genoemd naar de persoon en de firma Haynes, vandaar de naam. Het wordt soms verkeerd "hastalloy" gespeld, in de foute veronderstelling dat het van het Engels "alloy" = legering komt.
Hastelloy is duur, maar heel goed bestand tegen hoge temperatuur (ca. 1100 °C) en tegen corrosie. Het vindt daarom toepassing in gasturbines in het bijzonder vliegtuigmotoren en ook in scheikundige reactoren. Hastelloy is heel hard en daardoor moeilijk te bewerken. De bewerking gebeurt dikwijls met een laser. Hastelloy is moeilijk te smeden, het wordt meestal gegoten. Hastelloy is geen eenduidige legering: er bestaan nog ondersoorten in die met letters en cijfers worden aangeduid. Een voorbeeld is hastelloy c22 dat minder dan 2,5 % kobalt bevat, maar wel 56 % nikkel en 22 % chroom.